# Isomyia perisi
Isomyia perisi är en tvåvingeart som beskrevs av James 1970. Isomyia perisi ingår i släktet Isomyia och familjen Rhiniidae. Inga underarter finns listade i Catalogue of Life.